# Hermann Renzel
Hermann Renzel OSB (* 8. Mai 1846 in Rhede; † 9. Mai 1922 in Siegburg) war Benediktiner und von 1896 bis 1918 Abt der Abtei Merkelbeek bei Beekdaelen (Niederlande).

## Leben
Hermann Renzel wurde nach dem frühen Tod seiner Eltern von Verwandten erzogen. 1861 trat er in das Benediktinerkloster Dendermonde ein, wurde 1863 zur Ausbildung in die Abtei Subiaco geschickt und blieb zum Studium in Rom. 1870 wurde er zum Priester geweiht und 1873 zum Doktor der Theologie promoviert.
Danach war er zwanzig Jahre Novizenmeister in der Abtei Affligem in Belgien, bis er 1893 zum Oberen der Neugründung Merkelbeek in den Niederlanden ernannt wurde. 1896 wurde er dort einstimmig zum Abt gewählt. Während seiner Amtszeit wurden die Klöster Kornelimünster (1906) und Siegburg (1914) gegründet. 1918 legte Renzel sein Amt nieder und zog sich nach Siegburg zurück, wo er 1922 starb. Dort ist er auch beerdigt.

## Weblink
- Hermann Renzel in der Biographia Benedictina (Benediktinerlexikon.de)

| Personendaten    | Personendaten             |
| ---------------- | ------------------------- |
| NAME             | Renzel, Hermann           |
| KURZBESCHREIBUNG | deutscher Benediktinerabt |
| GEBURTSDATUM     | 8. Mai 1846               |
| GEBURTSORT       | Rhede                     |
| STERBEDATUM      | 9. Mai 1922               |
| STERBEORT        | Siegburg                  |